# Carlos Mercenario
Carlos Mercenario Carbajal (Cidade do México, 3 de maio de 1967) é um ex-atleta mexicano especializado em provas de marcha atlética, tendo sido campeão panamericano e ibero-americano de 20 km marcha. Ganhou a medalha de prata nos 50 km marcha dos Jogos Olímpicos de Barcelona em 1992.
Como recordes pessoais, fez as marcas de 1:19:24 h nos 20 km marcha e de 3:42:03 h nos 50 quilómetros. Retirou-se da competição em 2001.